# Черниговская, Татьяна Владимировна
Татья́на Влади́мировна Черни́говская (род. 7 февраля 1947, Ленинград, СССР) — советский и российский учёный в области нейронауки, психолингвистики и теории сознания. Директор Института когнитивных исследований Санкт-Петербургского государственного университета (с 2020). Заслуженный работник высшей школы и заслуженный деятель науки Российской Федерации (2010). Академик РАО (2023). Доктор биологических наук, профессор. Иностранный член Норвежской академии наук (2006). 
По её инициативе в 2000 году впервые была открыта учебная специализация «Психолингвистика» (на кафедре общего языкознания филологического факультета СПбГУ).

## Биография
Родилась в Ленинграде в семье учёных: отец занимался физикой, мать — компьютерной лингвистикой. Окончила среднюю образовательную школу № 213 Фрунзенского района Ленинграда. Окончила отделение английской филологии филологического факультета Ленинградского государственного университета имени Жданова. Специализировалась в области экспериментальной фонетики. До 1998 года работала в Институте эволюционной физиологии и биохимии им. И. М. Сеченова РАН в лабораториях биоакустики, функциональной асимметрии мозга человека и сравнительной физиологии сенсорных систем (ведущий научный сотрудник). Заместитель директора НБИК Центра Курчатовского института.
В 1977 году в Институте эволюционной физиологии и биохимии имени И. М. Сеченова АН СССР защитила диссертацию на соискание учёной степени кандидата биологических наук по теме «Особенности восприятия человеком низкочастотной амплитудной модуляции звука и амплитудно-модуляционные характеристики речи» (специальность 03.00.13 — физиология человека и животных). В 1993 году там же в форме научного доклада защитила диссертацию на соискание учёной степени доктора биологических наук по теме «Эволюция языковых и когнитивных функций: физиологические и нейролингвистические аспекты» (специальности 03.00.13 — физиология человека и животных и 10.02.19 — теория языкознания). Официальные оппоненты — доктор медицинских наук, профессор А. Н. Шеповальников, доктор биологических наук, профессор В. И. Галунов и доктор филологических наук, профессор Л. В. Сахарный. Ведущая организация — Институт физиологии им. И. П. Павлова РАН.
Профессор факультета свободных наук и искусств СПбГУ; основное место работы — профессор филологического факультета СПбГУ. С 2020 года — директор Института когнитивных исследований СПбГУ. Исполняющая обязанности заведующего кафедрой проблем конвергенции естественных и гуманитарных наук и заведующая лабораторией когнитивных исследований. Член Учёного совета СПбГУ.
Была замужем за Н. В. Черниговским (сыном академика В. Н. Черниговского).

## Научная деятельность
Сфера интересов Т. В. Черниговской − психолингвистика, нейропсихология и нейрофизиология.
Читает курсы «Психолингвистика», «Нейролингвистика» и «Когнитивные процессы и мозг» для студентов и аспирантов филологического и медицинского факультетов СПбГУ, Факультета свободных искусств и наук.
Преподавала на Факультете этнологии Европейского университета в Санкт-Петербурге.
Является лектором в лектории «Прямая речь».
Вела цикл телевизионных передач на канале «Культура» — «Звёздное небо мышления», «Покажем зеркало природе…», «Встреча на вершине», «Агора», «Правила Жизни» и «Петербург — Пятый канал» — «Ночь», рубрика «Интеллект».
Являлась президентом Межрегиональной ассоциации когнитивных исследований (2008—2010).

## Членства
- Член Президиума ВАК РФ.
- Член межведомственной рабочей группы «Приоритетные и междисциплинарные научные исследования» Совета при Президенте Российской Федерации по науке и образованию.
- Член Президиума Российской ассоциации содействия науке (РАСН).
- Член федерального реестра экспертов научно-технической сферы при Министерстве Образования и науки.
- Почётный член Семиотического общества Финляндии.
- В 2006 году избрана иностранным членом группы философии и филологии секции гуманитарных и социальных наук Норвежской академии наук.
- Член многих других российских и международных обществ.
- Член экспертной группы НИУ ВШЭ.
- Член Объединенного научного Совета по общественным и гуманитарным наукам Санкт-Петербургского научного центра РАН.
- Член Экспертного совета Школьной лиги «Роснано»[9][10].

## Награды
- Почётное звание «Заслуженный деятель науки Российской Федерации» (9 января 2010 года) — за заслуги в научной и педагогической деятельности и большой вклад в подготовку квалифицированных специалистов[11].
- Почётное звание «Заслуженный работник высшей школы Российской Федерации».
- Почётная грамота Президента Российской Федерации (24 января 2024 года) — за заслуги в научно-педагогической деятельности, подготовку квалифицированных специалистов и многолетнюю добросовестную работу[12].
- Медаль Л. С. Выготского (21 апреля 2022 года)[13].
- Премия Правительства Санкт-Петербурга «за выдающиеся научные результаты в области науки и техники в 2021 году» в номинации «физиология и медицина — премия имени И. П. Павлова» — за крупный вклад в исследование высших функций мозга человека — мышления, языка и сознания[14].

### Монографии
- Черниговская Т. В. Чеширская улыбка кота Шредингера: язык и сознание / Санкт-Петербургский гос. ун-т, Фак. свободных искусств и наук. — М. : Языки славянской культуры, 2013. — 447 с. — (Разумное поведение и язык; Language and reasoning). — ISBN 978-5-9551-0677-9.
  - Черниговская Т. В. Чеширская улыбка кота Шредингера: язык и сознание / Санкт-Петербургский гос. ун-т, Фак. свободных искусств и наук. — 2-е изд. — М.: Языки славянской культуры, 2016. — 447 с. — (Разумное поведение и язык; Language and reasoning). — ISBN 978-5-94457-259-2.
- Черниговская Т. В. и др. Взгляд кота Шрёдингера: Регистрация движений глаз в психолингвистических исследованиях / Санкт-Петербургский гос. ун-т. — 2-е изд. — СПб : СПбГУ, 2019. — 228 с. — ISBN 978-5-288-05929-2.

### Статьи
Учёным опубликовано более 360 статей, среди них:
- Черниговская Т. В., Морозов В. П. Связь порогов слуха человека к амплитудно-модулированному звуку и амплитудно-модуляционным характеристикам речи // Биофизика. — 1974. — Т. 19. — № 6. — С. 1104—1106.
- Морозов В. П., Черниговская Т. В. Об избирательной чувствительности слуха человека к амплитудно-модуляционным характеристикам речи // Журнал эволюционной биохимии и физиологии. — 1975. — Т. 11. — № 5. — С. 469—473.
- Черниговская Т. В., Розенблюм А. С. Влияние процесса научения на восприятие амплитудно-моделированных звуков // Физиология человека. — 1976. — Т. 1. — № 5. — С. 825—829.
- Гершуни Г. В., Богданов Б. В., Вакарчук О., Мальцев В. П., Черниговская Т. В. Распознавание человеком разных типов звуковых сигналов, издаваемых обезьянами Cebus capucinus // Физиология человека. — 1976. — Т. 2. — № 3. — С. 407—418.
- Черниговская Т. В. Зависимость восприятия низкочастотной амплитудной модуляции от возраста и тренировки // Журнал эволюционной биохимии и физиологии. — 1976. — Т. 12. — № 4. — С. 387—389.
- Морозов В. П., Черниговская Т. В. Особенности обнаружения человеком амплитудно-модулированного звука людьми с профессионально — музыкально тренированным слухом // Акустический журнал. — 1977. — Т. 23. — № 1. — С. 153—155.
- Черниговская Т. В. Чувствительность слуха низкочастотной амплитудной модуляции у детей в норме и тугоухости // Физиология человека. — 1978. — Т. 4. — № 2. — С. 291—295.
- Розенблюм А. С., Черниговская Т. В. Восприятие амплитудно-модулированного тона больными с периферическими нарушениями слуха // Журнал ушных, носовых и горловых болезней. — 1978. — № 2.
- Вартанян И. А., Черниговская Т. В. Влияние различных параметров акустической стимуляции на оценку человеком изменения расстояния от источника звука // Физиологический журнал. — 1980. — № 1. — С. 101—108.
- Вартанян И. А., Розенблюм А. С., Черниговская Т. В., Пахомова О. Г. Оценка сложных сигналов слуховой системой человека (психофизический и клиникофизиологический аспекты) // Физиологический журнал. — 1981. — Т. 7. — № 6. — С. 984—1001.
- Черниговская Т. В., Деглин В. Л., Меншуткин В. В. Функциональная специализация полушарий мозга человека и нейрофизиологические механизмы языковой компетенции // Доклады АН СССР. — Т. 267. — № 2. — С. 499—502.
- Черниговская Т. В., Балонов Л. Я., Деглин В. Л. Билингвизм и функциональная асимметрия мозга // Учёные записки Тартуского университета. Труды по знаковым системам. — 1983. — Вып. 16. — С. 62—83.
- Черниговская Т. В., Деглин В. Л. Проблема внутреннего диалогизма (нефрофизиологическое исследование языковой компетенции) // Учёные записки Тартуского университета. Труды по знаковым системам. — 1984. — Вып. 17. — С. 48—67.
- Балонов Л. Я., Деглин В. Л. Нейропсихологические особенности обеспечения билингвизма в свете функциональной асимметрии мозга // Физиология человека. — 1984. — Т. 10. — № 4. — С. 525—530.
- Деглин В. Л., Черниговская Т. В., Меншуткин В. В. Анализ лексического и грамматического материала в условиях преходящей инактивации левого и правого полушарий мозга // Физиология человека. — 1985. — Т. 11. — № 1. — С. 44—50.
- Черниговская Т. В., Деглин В. Л. Метафорического и силлогистическое мышление как проявление функциональной асимметрии мозга // Учёные записки Тартуского университета. Труды по знаковым системам. — 1986. — Вып. 19. — С. 68—84.
- Николаенко Н. И., Черниговская Т. В. Восприятие сложных цветовых образов и функциональная асимметрия мозга // Вопросы психологии. — 1989. — № 1. — С. 107—112.
- Черниговская Т. В. Латерализация языков и билингва // Вестник МГУ. — 1990. — № 2. — С. 15—25.
- Деглин В. Л., Черниговская Т. В. Решение силлогизмов в условиях преходящей инактивации левого и правого полушарий мозга // Физиология человека. — 1990. — Т. 16. — № 5. — С. 21—28.
- Вартанян И. А., Черниговская Т. В. Вокализационная и речевая системы мозга: эволюционно-нейробиологический анализ Журнал эволюционной биохимии и физиологии. — 1990. — № 6. — С. 826—836.
- Вартанян И. А., Черниговская Т. В. Роль несущей частоты в восприятии сигналов с различной ритмической структурой (проблема асимметрии) // Сенсорные системы. — 1993. — № 1. — С. 36—39.
- Наточин Ю. В., Меншуткин В. В., Черниговская Т. В. Общие черты эволюции функций гомеостатических и информационных систем // Журнал эволюционной биохимии и физиологии. — 1992. — Т. 28. — № 5. — С. 623—637.
- Chernigovskaya T. V. Amplitude modulation sensivity // Neuroscience and Behavioral Physiology. — 1977. — № 4.
- Chernigovskaya T. V., Balonov L. J., Deglin V. L. Bilingualism and brain functional asymmetry // Brain and Language. — 1983. — Vol. 20. — P. 195—216.
- Chernigovskaya T. V., Deglin V. L. Brain functional asymmetry and neural organization of linguistic competence // Brain and Language. — 1986. — Vol. 29. — № 1. — P. 141—155.
- Vartanian I. A., Chernigovskaya T. V. Accustical space and speech perception // Journal of Clinical and Experimental Neuropsychology[англ.]. — 1991. — Vol. 13. — № 1. — P. 36—37.
- Chernigovskaya T. V., Vartanian I. A. The role of hemispheric mechanisms in processing affective and linguistic prosody // Journal of Clinical and Experimental Neuropsychology[англ.]. — 1992. — Vol. 14. — № 1. — P. 92.
- Vartanian I. A., Chernigovskaya T. V. Auditory processing of high and low frequencies and rthythyms of acoustic stimull // Journal of Clinical and Experimental Neuropsychology[англ.]. — 1992. — Vol. 14. — № 1. — P. 91—92.
- Chernigovskaya T. V. Nominal realism and animistic thinking: Manifestations of the right hemisphere mentality // Journal of Clinical and Experimental Neuropsychology[англ.]. — 1993. — Vol. 15. — № 1. — P. 26.
- Liska Jo, Chernigovskaya T. V., Vartanian I. A. Psychophysiological and neurolinguistic processing cross-species signs // Сенсорные системы. — 1993. — № 4.